# Enrico II di Ventimiglia
Enrico II di Ventimiglia (1230 circa – 1308) fu Vicario generale nella Marca anconitana e Ducato di Spoleto, per conto di Manfredi di Svevia, e uno dei principali organizzatori del Vespro siciliano.

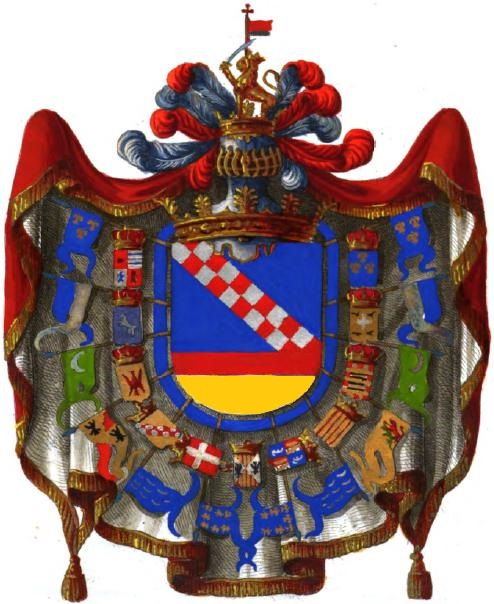
Lo scudo araldico dei Ventimiglia - di rosso al capo d'oro - con l'apposizione delle armi degli Altavilla re di Sicilia, per il matrimonio di Enrico II con Isabella contessa di Geraci.

Enrico era figlio del conte Filippo di Ventimiglia e di Aldisia da Manzano, signora di Carrù, e fu Conte di Ventimiglia, del Maro, Geraci e di Ischia, Signore di Collesano, Gangi e delle Petralie, Signore di Gratteri, Isnello, Castel di Lucio, Ipsigro, Fisauli, Belici, Montemaggiore e Caronia. Enrico fu inoltre il fondatore della terra di Castelbuono e ne iniziò a erigere il castello. Espropriato dai feudi sia in Sicilia sia in Liguria da Carlo I d'Angiò, ne ottenne il riconoscimento e la restituzione con l'appoggio di Federico III di Aragona e della Repubblica di Genova. Fu ambasciatore degli Aragonesi di Sicilia a Genova nel 1300.

## Insediamento in Sicilia
Intorno al 1255 Enrico II, insieme ai cugini Otto V, Umberto e Manfredi passa al servizio del re Manfredi di Svevia, nelle lande siciliane. Le vicende dell'insediamento di Enrico in Sicilia e nella contea di Geraci sono tuttora avvolte nel mistero. Di certo sappiamo che, il 26 giugno 1258, Manfredi di Svevia, principe di Taranto e balio di Corrado II di Svevia, re di Gerusalemme e Sicilia, ordina al secreto Andrea di Riccardo e al giustiziere Scornavacca di Castagna, funzionari della Provincia Citra-Salso, di assegnare al suo consanguineo e familiare Enrico di Ventimiglia le terre, redditi e uomini delle due Petralie (Petralia Soprana e Petralia Sottana). Ovvero due popolosi borghi fortificati nelle Madonie, già membri della contea di Collesano, e sede essi stessi di comitato.. Ma soltanto tre anni appresso si ha notizia di Enrichetto con il titolo 'siciliano' di conte d'Ischia come si legge in due istrumenti notarili rogati a Tolentino, nelle Marche, e conservati nella curia vescovile di Albenga.

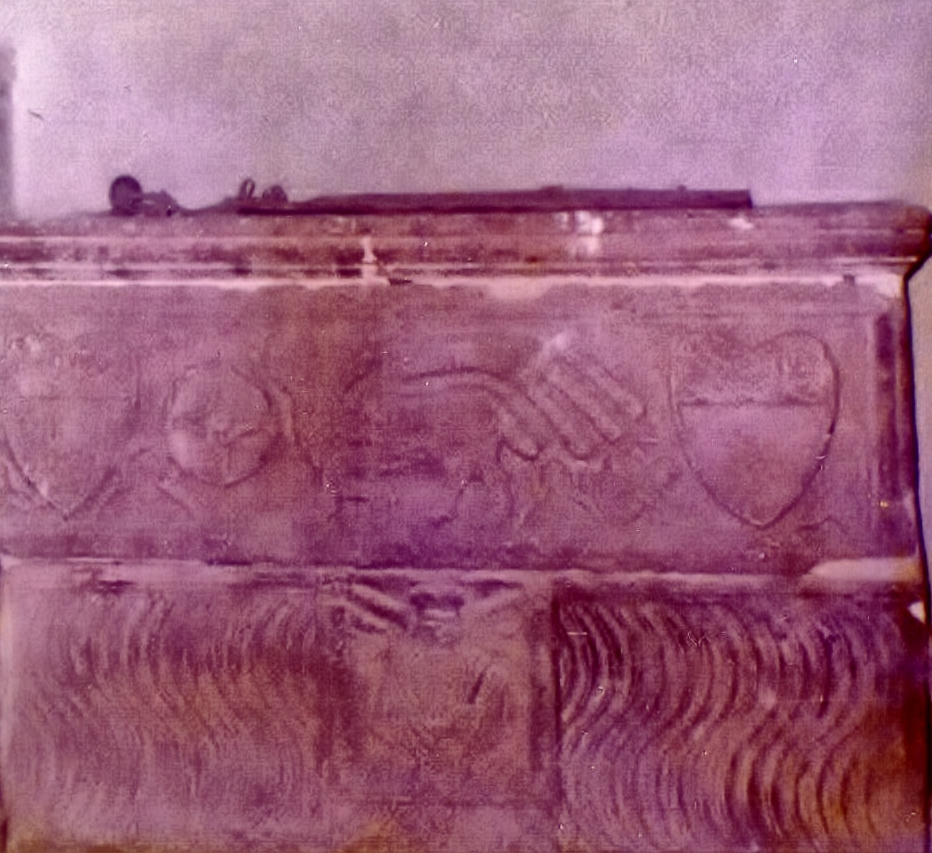
Il sepolcro duecentesco - secondo la tradizione - di Enrico II di Ventimiglia. Si notano gli scudi araldici (rosso al capo d'oro) e il simbolo dell'Agnus Dei. Nel testamento del pronipote Francesco II di Ventimiglia, è ricordato che il nonno Aldoino I, figlio di Enrico, fu anch'esso sepolto nella cattedrale di Cefalù.

Enrichetto fa fortuna in Sicilia tanto da prestare trecento lire anche al padre Filippo I, che in cambio – a Foggia il 21 novembre 1261 - gli cede in pegno il castello e le rendite della castellania e giurisdizione di Conio, sino alla copertura del mutuo. Due anni appresso Enrichetto è di ritorno a casa, in Albenga, dove registriamo – 6 settembre 1263 - la ratifica della cessione di Maro e Prelà da parte del terzo cugino Manfredi. Intorno al 1260, Otto V di Ventimiglia "del Bosco", figlio di Raimondo cugino di Enrico II, sposa l'ereditiera Giovanna Abate, e si insedia in Trapani, dove darà vita a altro ramo della famiglia - quello dei del Bosco - conti di Alcamo nel XIV secolo, e poi Principi di Cattolica, Duchi di Misilmeri ecc.
Sempre nel 1263 Enrichetto è in grado di finanziare i restauri della cattedrale normanna di Cefalù, dove si trova il suo sepolcro. Enrico, oltre al soffitto policromo del duomo, secondo recenti studi, fece completare la parte superiore della facciata dello splendido edificio, in pretto stile ligure. Al 18 dicembre del 1270, il re Carlo d'Angiò ingiunge al suo maestro razionale Giovanni de Mesnil un'inchiesta sull'imposizione fiscale disposta nell'anno indizionale 1263-64 dal conte Enrichetto di Ventimiglia. Il documento denota, a quella data, la piena potestà amministrativa dei Ventimiglia nella contea di Geraci, dove sembra svolgessero, in quanto vassalli titolari della contea, una funzione, quella di raccogliere la colletta, propria del giustiziere provinciale. In documento del 4 maggio 1278, Enrico II di Ventimiglia, conte d'Ischia, è definito da Carlo d'Angiò - per la prima volta nella documentazione conosciuta - "comitis Giracii olim tempore"; lo stesso documento ci informa dell'esistenza in Geraci di un palacium comitale - forse la cosiddetta Torre di Engelmaro - distinto dal castello, che passato al demanio angioino doveva essere mantenuto e restaurato a spese delle comunità del contado: San Mauro, Ipsigro, Petralia Inferiore e Superiore.
Il Ventimiglia nel giugno 1266, politicamente indebolito dalla sconfitta del cugino Manfredi di Svevia nel febbraio 1266, addiviene a un accordo con il vescovo di Cefalù, risarcendolo da presunte usurpazioni di terre, trasferendogli una mandria di 2.550 capi, tra vacche, buoi da lavoro, porci e pecore.

## Le prime nozze

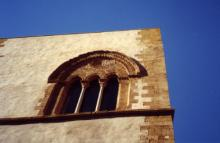
Scorcio dell'Osterio Magno, il palazzo signorile fondato a Cefalù da Enrico II di Ventimiglia. L'edificio mostra stilemi gotici europei.

Nel 1267, dopo una lunga trattativa, la contessa Isabella di Geraci restituiva al vescovo di Patti i beni di Monte Monaco (contrade Milicia, Mercatogliastro e Misericordia occupate dalla contessa sino a marzo 1267), i censi e tenimenti delle chiese di S. Pietro d'Ypsigro, S. Elia di Gratteri e S. Venera di Tusa (occupate sino a maggio 1266). Da altro documento di Pietro da Tours, vescovo di Cefalù dal 1269, apprendiamo che una casa con vigne nella medesima città erano state cedute al vescovo per la ribellione anti-angioina della contessa Isabella di Geraci. Infatti, come osserveremo tra breve, il conte Enrico sino alla fine del 1270 – sotto la pressione armata degli Angioini – riesce a mantenere il controllo militare di Cefalù e delle Madonie.
Dall'insieme di questi atti risulta evidente che la contea di Geraci fu in possesso di Isabella e dal suo matrimonio con Enrico probabilmente derivò il dominio dei Ventimiglia sulla provincia di Cefalù. Isabella di Geraci porta il nome di altra Isabella - di Parisio - moglie di Ruggero conte d'Ischia (già defunto nel 1222) e madre del conte Aldoino d'Ischia (defunto già nel 1239 e probabilmente padre di Isabella moglie di Enrico). Il primogenito di Enrico e Isabella, Aldoino I di Ventimiglia, conte d'Ischia, eredita dunque nome e titolatura della famiglia da tempo insediata in Cefalù e nella contea di Geraci.

## La Contea di Geraci in epoca normanno-sveva
L'origine e il casato di Isabella, secondo la quasi totalità degli studiosi, deriverebbero dal gran siniscalco Aldoino di Candida, che avrebbe sposato Guerrera da Craon, contessa di Geraci documentata nel 1195. Tuttavia tale matrimonio – per quanto plausibile - appare puramente speculativo, non suffragato da alcuna documentazione. In verità, il conte Aldoino d'Ischia nel suo testamento del 1234 si dice signore dei castelli di Candida e Lapio – nell'antica provincia campana del Principato – beni questi che concede in dote alla sorella, sposa di Giordano Filangeri.
Aldoino conte d'Ischia e signore di Geraci risulta figlio di Ruggero II conte d'Ischia, già defunto nel 1222 e della contessa Isabella di Parisio, come si deduce pur dall'atto di fondazione della chiesa della SS. Trinità di Geraci nel 1228.
Nondimeno, dal Catalogus baronum d'epoca normanna, le baronie di Candida e Lapio risultano ritornate al demanio – dopo il possesso che nel XII secolo n'ebbe Aldoino di Candida – e successivamente furono concesse alla famiglia dei Capece, vassalla – per Candida e Lapio - dei conti d'Altavilla/Hauteville di Gesualdo. Inoltre, risulta documentato il matrimonio di Elia d'Altavilla-di Gesualdo (già defunto nel maggio 1206) con tale Guerrera, che potrebbe identificarsi con l'omonima contessa di Geraci citata nel 1195. In questo caso Ruggero d'Ischia e Geraci – ribelle intorno al 1209-1211 al re Federico II di Svevia come risulta in una missiva di Federico all'abate di Montecassino – potrebbe corrispondere allo stesso figliastro di Guerrera, figlio del conte Elia. Infatti, anche il figlio e erede di Elia d'Altavilla si chiama Ruggero, è nominato conte dall'imperatore Enrico VI di Svevia, anch'esso è ribelle e esiliato, nel 1212, pare in Provenza (e a Ventimiglia?).
Questa ipotesi – altrettanto plausibile e maggiormente documentata – spiegherebbe la costante e secolare tradizione che presenta i discendenti di Enrico II di Ventimiglia come eredi della famiglia reale degli Altavilla. I documenti che definiscono Enrico come consanguineo del re Manfredi di Svevia, figlio di Federico II e nipote di Costanza d'Altavilla, possono trovare spiegazione nella comune origine con la madre di Enrico, dei signori di Carrù e Manzano, imparentati con i marchesi di Busca, da cui discende Bianca Lancia madre di Manfredi. O più semplicemente dalla accertata comune ascendenza dei Busca e dei Ventimiglia dai marchesi Aleramici: sia Enrico di Ventimiglia sia Manfredi di Svevia discendono dal marchese Guglielmo di Aleramo – vissuto nel X secolo -. Infatti, il trisavolo di Enrico è figlio di Donella di Oberto II dei marchesi di Sezzadio, a sua volta nipote di Guglielmo, come Manfredi di Svevia discende dai marchesi Del Vasto, sia da parte del padre sia per la madre, entrambe provenienti da Anselmo III, nipote anch'esso del marchese Guglielmo di Aleramo.

## Vicario generale nella Marca d'Ancona e Ducato di Spoleto
La presenza di Enrico nella Marca d'Ancona, in qualità di vicario generale del re di Sicilia, è attestata per la prima volta al 17 marzo 1260, quando il conte d'Ischia precetta diversi debitori che devono corrispondere i dovuti balzelli alla curia imperiale marchigiana – occupata da Manfredi di Svevia, re di Sicilia e riconosciuto leader dei Ghibellini italiani -
La politica del vicario delle Marche e Ducato di Spoleto, in costante attrito con i poteri pontifici e guelfi, doveva risultare necessariamente aggressiva per poter garantire la sicurezza dei confini del Regno di Sicilia. Gli obiettivi politici di Enrico erano rivolti soprattutto a consolidare il confine settentrionale dei territori d'influenza ghibellina - confine che passava all'incirca da Recanati a Matelica - rafforzando la lega con i partigiani svevi nella nobiltà e nei comuni, nonché garantire le linee di collegamento con gli alleati toscani e lombardi. Molto rilevante, a tal fine, fu mantenere e rafforzare la lega ghibellina tra i comuni di San Severino Marche, Monte Milone (Pollenza), Tolentino e Matelica, conclusa per la prima volta nel 1259, all'epoca del predecessore nell'ufficio di vicario; il noto poeta e uomo d'arme Percivalle Doria. Si susseguono una serie di atti che scandiscono l'impegno di Enrico nelle sue funzioni di vicario generale a capo del locale partito ghibellino:
il 29 aprile 1260, il vicario Enrico di Ventimiglia, in Monte S. Maria in Giorgio, riceve la sottomissione del comune ribelle di San Ginesio, dopo aver sedato militarmente la rivolta, rimettendolo in possesso dei suoi beni, salvo conferma di re Manfredi;
il 20 maggio Enrico acconsente che il castello di Belforte, donato al comune di Tolentino dopo la cessione dei nobili da Mogliano, possa essere distrutto e trasferiti gli abitanti: atto per manus notarii Iacobi de Guasto nobiscum in Marchia pro regiis servitiis commorantis…Aimonis;
il 12 giugno Enrico concede al comune di Matelica il castello di S. Maria de' Galli, con facoltà di distruggerlo e trasferire gli abitanti, per i servigi resi a lui e a re Manfredi, con atto del notaio Giovanni da Gangi;
il 25 giugno Enrico di Ventimiglia, vicario di re Manfredi nella Marca, ordina al comune di Morrovalle di eseguire la sentenza contro di esso a favore dell'Abbazia di Chiaravalle di Fiastra sul possesso di Campo Favale. Altra lettera di Enrico al comune di Morrovalle del 30 giugno;
il 10 luglio Fildesmido da Monteverde si dichiara soddisfatto di una rata di 86 lire delle 1300 lire a lui dovute dal Comune di Matelica, per la vendita del castello di S. Maria de'Galli, vendita effettuata per ordine del vicario generale Enrico di Ventimiglia e del suo consigliere, dominus Gentile da Furno;
nel luglio del 1260 re Manfredi conferma la donazione di Enrico di Ventimiglia a Rainaldo di Brunforte del castello di Montalto nella contea di Camerino;
il 7 agosto re Manfredi scrive a Enrico di Ventimiglia affinché i suoi ufficiali non aggravino eccessivamente il monastero di Fiastra con dazi e collette;
il 21 aprile 1261 il comune di Fermo prende sotto la propria protezione il comune di Santa Vittoria in Matenano, contro le possibili azioni e costituzioni di re Manfredi e del suo "totali vicario" Enrico di Ventimiglia, o dei vicari, giudici e nunzi del conte Enrico, in particolare contro il podestà Falerone di Falerone, nominato dal conte Enrico. L'azione di nomina di un podestà da parte del conte d'Ischia contrastava la politica guelfa e papale. Con privilegio del 23 febbraio 1261, papa Urbano IV dava vita, in Santa Vittoria, al Presidato Farfense, con l'istituzione di un preside (giudice) avente l'incarico di amministrare la giustizia nell'enorme territorio in precedenza sotto il controllo dell'Abbazia di Farfa;
il 13 maggio del 1261, Enrico di Ventimiglia, conte d'Ischia e regio vicario generale, scrive da San Severino Marche, ingiungendo al comune di Matelica di obbedire ai suoi messi, il giudice Taddeo da Teramo e il notaio Guglielmo da Gangi, dovendosi a questi corrispondere 25 libbre “pro affictu”;
sempre nel 1261 Enrico ingiunge al comune di Osimo di non interferire nel possesso del castrum di Cerlongo;
il 4 luglio Manfredi scrive a Enrico di Ventimiglia chiedendo un resoconto sulle operazioni nel Ducato di Spoleto;
il 15 agosto Enrico investe Rainaldo di Brunforte – già podestà di Perugia nel 1259 - di tutti i beni della curia regia nel comitato di Fermo e dei castelli di Montefiore e Castelfidardo:  in Castris Montis Florum et castro Ficcardi et totum terrarum affictum Comitatus Firmani. Rainaldo morirà nell'agosto 1281 come podestà di Pisa.

## La sconfitta sveva
Nel 1265 Enrico guida la squadra navale siciliana di trenta galere a guardia del Tirreno, in vista dell'incoronazione in Roma di Carlo d'Angiò. La flotta di Manfredi di Svevia, re di Sicilia, tenta di bloccare le navi provenzali alla foce del Tevere, a Ostia, ma l'operazione fallisce a causa delle avverse condizioni atmosferiche, così a Carlo è possibile approdare liberamente, mentre le truppe sveve si ritirano. Carlo è investito del Regno di Sicilia il 28 giugno 1265 a S. Giovanni in Laterano e solennemente incoronato e unto dal papa il 6 giugno 1266, quando, nel frattempo, a Roma è giunto pur l'esercito provenzale, transitato dal passo di Tenda nell'ottobre precedente. Nello stesso luglio 1265, Enrico è in Aragona alla corte di Costanza di Hohenstaufen, figlia di Manfredi e sposa dell'infante Pietro d'Aragona, insieme al cugino Bonifacio – non è chiaro se l'omonimo conte di Ventimiglia o il poeta ligure-occitanico Bonifacio Calvo, da tempo in Spagna, e che avrebbe sposato una contessa di Ventimiglia -. La sua presenza è registrata nel Libro dei conti della infanta Costanza, figlia di Manfredi di Svevia, come ospite a pranzo. Dopo il viaggio iberico del Ventimiglia, Costanza assume nella titolatura ufficiale il titolo di regina. Da questo si potrebbe dedurre che Enrico fu latore di lettere di Manfredi che, nel periglio dell'invasione angioina, associò la figlia al trono siciliano, assicurando l'alleanza e l'appoggio dei re d'Aragona.
Nel 1266, al tempo della battaglia di Benevento che vede trionfare Carlo e morire Manfredi, secondo il cronista fiorentino Giovanni Villani, il conte Enrico è rientrato in Sicilia, come capitano delle locali truppe sveve. Il cronista sottolinea che la sconfitta di Benevento fu dovuta all'impazienza del re svevo nel dare battaglia all'Angiò – senza attendere i rinforzi calabri di Federico Lancia, conte di Squillace, e quelli siculi del conte d'Ischia -. Altre versioni danno Enrico presente a Benevento – Manfredi sarebbe morto tra le braccia del cugino Ventimiglia -. Ma, forse, si tratta di equivoci dovuti alla presenza in battaglia dei Ventimiglia di Tenda e di Thorame-Glandevés, dalla parte di Carlo d'Angiò (per quanto malvolentieri). Guglielmo Pietro di Ventimiglia da alcuni storici è dato in partenza da Aix, con la flotta angioina, nel 1265, insieme ai cugini Guglielmo Ventimiglia di Saint-Auban, signore di Puget-Théniers, Emanuele Ventimiglia di Muy e Pietro Balbo I conte di Ventimiglia. Mentre Simone di Ventimiglia comanda una delle quattro galere fornite alla spedizione angioina dal Comune di Nizza. La stessa galea di Simone pare sia stata messa a disposizione del 'nemico' cugino Enrico II, quando questi nel 1270 abbandona la Sicilia in mano angioina. Non si può tuttavia escludere, stando alle fonti letterarie e cronachistiche, una presenza in extremis dello stesso Enrico in Benevento, giunto al termine del certame.
Secondo il cronista trecentesco Giacomo d'Acquiturale:
Post hec fuit in Apulia quidam obsessus a Dyabolo et loquebatur de diversis. Quem quidam interrogavit dicens: - Dic mihi si salvus est rex Manfredus. - Cui respondit Dyabolus: -  Quinque verba salvarunt eum, sicut tibi dicet comes Henricus de illis quinque verbis. -  Qui respondit dicens: - Quando rex Manfredus cecidit in morte, ultima verba sua fuerunt ista: ' Deus propitius esto mihi peccatori' -.»
Secondo il Novati e altri studiosi il conte Enrico che raccoglie l'ultima frase penitente di re Manfredi di Svevia, morente alla Battaglia di Benevento nel 1266, potrebbe identificarsi con Enrico II di Ventimiglia. L'ipotesi alternativa, che identificava il personaggio evocato dal Diavolo con Enrico da Sparvara, Conte di Lomello, non regge, poiché lo Sparvara fu allontanato per tradimento sin dal 1256 dalla corte sveva. Sappiamo peraltro da Brunetto Latini - ripreso dal cronista Giovanni Villani - che Enrico di Ventimiglia non partecipò al cimento beneventano, dunque la sua presenza potrebbe esser spiegata perché sopraggiunto dalla Sicilia - quando la battaglia era già decisa - per un intervento militare ritardato o non atteso da Manfredi, impaziente di attaccare Carlo d'Angiò. Peraltro, il cronista Saba Malaspina esplicita la vicinanza del conte Enrico di Ventimiglia a Manfredi morente, e chiarisce che il nobile ligure riuscì a sottrarsi alla cattura e a rientrare nei suoi castelli siciliani. Le parole riportate dal Ventimiglia costituirono probabilmente una tradizione che ispirò pure Dante Alighieri, che pose il pentito Manfredi nel Purgatorio.
Le vicende del 'ritardo' di Enrico Ventimiglia e della 'fretta' dello Svevo alla Battaglia di Benevento - ad esempio - son così sintetizzate in Giuseppe Di Cesare, :

## La resistenza anti-angioina
Al 19 luglio 1268 dovrebbe risalire la partenza da Porto Pisano di circa seimila marinai e armigeri imbarcati su alcune saettie, 28 galere pisane e 7 galere dei magnati ghibellini 'siciliani', ovvero Enrico II di Ventimiglia, conte d'Ischia, Federico Lancia, Riccardo Filangeri – cugino della moglie del Ventimiglia, essendo nipote di Giordano, cognato di Aldoino d'Ischia - e Marino Capace. Siamo a cinque giorni prima dell'ingresso di Corradino di Svevia in Roma. La flotta filo-sveva si andò a ancorare alla foce del Tevere in attesa che Corradino uscisse da Roma, per poi proseguire il raid contro Gaeta e Ischia – saccheggiata duramente – devastando poi Castellammare, Amalfi e Sorrento. “In Ischia vennero le galee dei Pisani, nelle quali stavano i ribelli al domino Re, ovvero: il conte Enrichetto, il conte Federico Lancia, il domino Riccardo Filangeri, Marino Capece, e molti altri vennero a Ischia nel mese di agosto dell'undecima indizione...”.

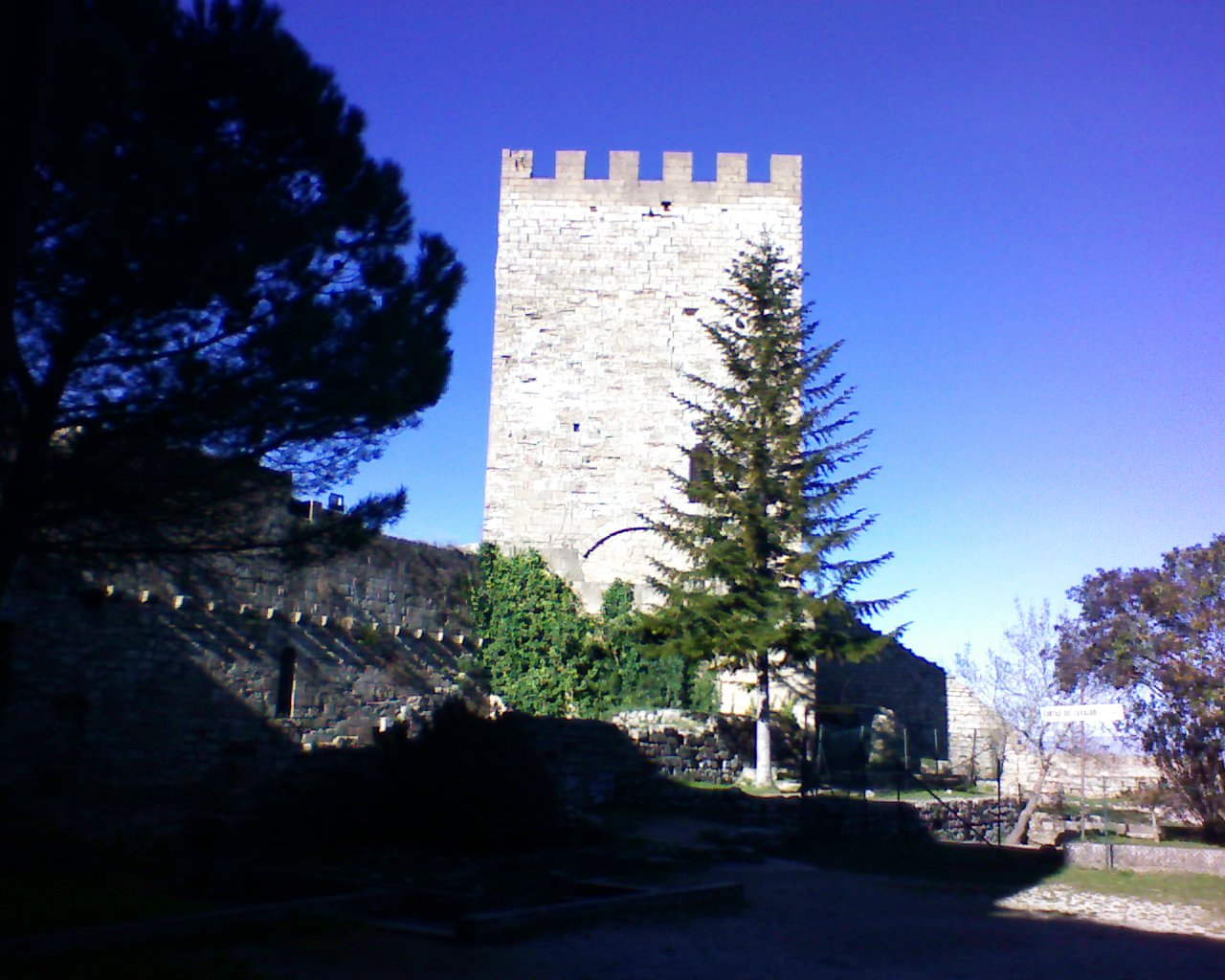
La Torre Pisana nel Castello di Lombardia a Enna, dove nel marzo-aprile del 1262 il conte Enrico II di Ventimiglia catturò l'impostore Giovanni da Cocleria, spacciatosi per il defunto imperatore Federico II di Svevia.

Il passaggio delle navi pisane fa insorgere la contea di Caserta e le terre calabresi fedeli ai Lancia. In Sicilia è conquistata Milazzo, quivi sbarcano gli armigeri di Enrico Ventimiglia e Federico Lancia, mentre le navi proseguono contro la squadra angioina, sconfitta in battaglia di fronte al porto di Messina. Palermo era contemporaneamente assediata dalle truppe da sbarco, Catania occupata dai ghibellini. Ma, all'annuncio della sconfitta e morte di Corradino di Svevia in Tagliacozzo, le navi pisane rientrano in patria abbandonando gli alleati. Enrico si trincera nella sua contea di Geraci e nella possente fortezza di Cefalù (nella “terra del conte Enrichetto di Ventimiglia... la città di lui” ci informano gli Annales Ianuenses) dove è investito dall'esercito angioino inviato al comando del ferocissimo – secondo il cronista Saba Malaspina – Guglielmo Estendart de Beynes, siniscalco di Provenza e vicario di Lombardia e Sicilia..
Ma il conte del Maro sembra esser un osso troppo duro per i Francesi, che – sempre secondo gli Annales Ianuenses – dopo mesi di assedio devono mollare la presa e ritirarsi in preda a una epidemia. I ghibellini compiono grandi imprese, sconfiggono i Francesi nella battaglia di Castronovo, subiscono un lungo assedio nell'imprendibile fortezza di Augusta, conquistata dagli Angioini per tradimento: gli abitanti, uomini e donne, sono tutti sgozzati o decapitati - secondo il testimone oculare Saba Malaspina - e le ultime resistenze anti-angioine sono spente con la conquista di Caltanissetta, intorno al gennaio del 1271. I capi della congiura catturati dagli Angioini sono accecati e impiccati senza processo: Enrico – contumace, condannato a morte da Carlo d'Angiò - riesce a fuggire dai suoi stati veleggiando verso la Liguria, probabilmente subito dopo il 22 novembre 1270, quando Carlo d'Angiò sbarca a Trapani.
Il re Carlo si affretta a insignorire della contea di Geraci i suoi cugini Simone e Giovanni di Montfort-Leicester al 23 gennaio 1271. A Giovanni di Monfort-Leicester, vanno assegnati i castelli di Gangi, Castelluccio e Geraci cum terrae et comitatu. Il vassallaggio dei Montfort comprende inizialmente i castra di Geraci, San Mauro, Ypsigro, Fisauli, Belici, Montemaggiore, e le terre di Gangi e Castel di Lucio, ma nel luglio del medesimo 1271 i Montfort recedono la contea di Geraci in cambio della contea calabrese di Squillace. Simone di Monfort-Leicester, inizialmente riceve San Mauro, Ypsigro e Fisauli, poi vi rinuncia per la contea di Avellino ma gli sono consegnate Gangi, Castelluccio e Geraci già del fratello Giovanni. Il castello di Gratteri è invece assegnato il 12 gennaio 1278 a Guglielmo di Moustier, con privilegio in cui Carlo d'Angiò cita il 'traditore' Enrico Ventimiglia Le ampie baronie delle Petralie e di Caronia sono cedute a altri vassalli francesi.Pietro Ballasio/Bullas riceve la signoria di Cefalù nel 1272, e impone subito alla città un tributo, Giovanni Berlay, padre e figlio, fra il 1270 e il 1271 ottengono la terra e il castello di Collesano che successivamente passerà ai Ventimiglia.

### La contea d'Ischia

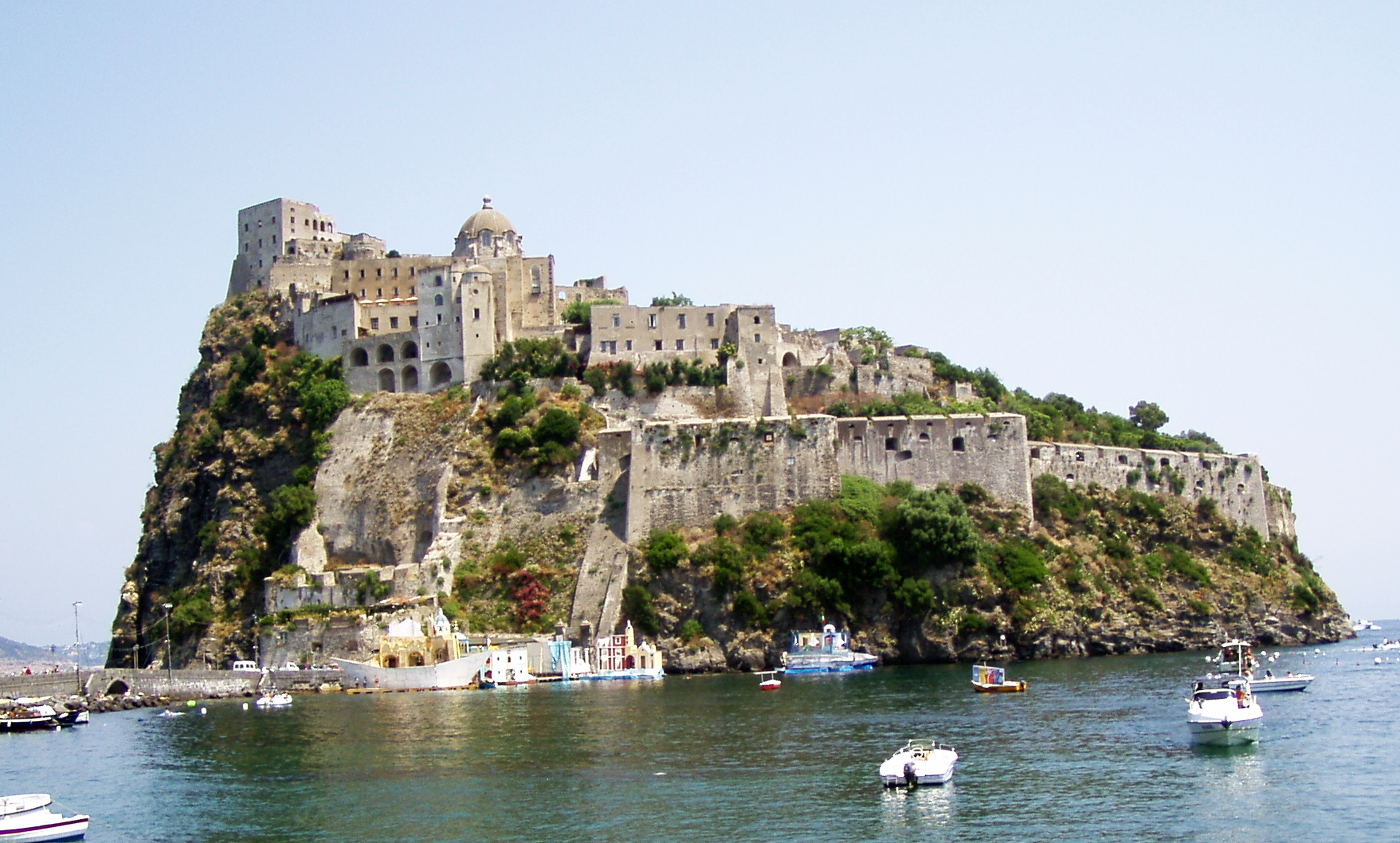
Il castello aragonese di Girone, isolotto adiacente a Ischia Maggiore. La contea di Ischia fu ereditata da Enrico II di Ventimiglia nella seconda metà del XIII secolo per il matrimonio con Isabella contessa di Geraci e Ischia.

Nel 1270 è occupata dagli Angioini anche l'isola d'Ischia, con le fortezze di Ischia Maggiore e Girone, e i casali di Foro, Mezzavia, Moropano, Eramo, Fontana e Campagnola. Soltanto al 9 luglio 1287 la contea d'Ischia ritornava in mano degli Aragonesi, alleati di Enrico II di Ventimiglia, che vi nominavano il castellano Galcerando de Monteolyo con la guarnigione di 39 balestrieri e 26 lancieri. L'isola d'Ischia era poi restituita formalmente da re Giacomo II d'Aragona a Carlo II d'Angiò alla fine del 1293, ma l'isola rimase in potere di Federico II d'Aragona e di Enrico II di Ventimiglia sino al settembre del 1299. A quel tempo, Enrico di Ventimiglia espresse il proposito di tornare fedele alla Casa d'Angiò, e quindi il conte di Ischia e Geraci richiese all'Angioino la conferma dei propri vassallaggi. Il 28 luglio 1300 il re angioino gli confermò tutti i beni posseduti in Sicilia, la contea di Geraci, le due Petralie, Caronia e Gratteri, ma non la contea d'Ischia. Intendeva infatti rispettare l'impegno assunto con gli Ischitani di mantenere l'isola nel demanio regio. Promise in cambio al Ventimiglia di compensarlo con altre terre per la perdita d'Ischia, se entro Natale gli fosse tornato fedele, ma il conte non acconsentì.
Il titolo di conte d'Ischia, che vediamo assunto da Enrico almeno dall'anno 1260, fu molto prestigioso e antico, essendo un titolo di origine bizantina, risalente al VII secolo, tenuto dalla famiglia magnatizia napoletana dei Milluso, tra X e inizio XII secolo, prima di passare ai normanni signori di Geraci.
Nondimeno, l'interesse del Ventimigia per l'isola d'Ischia, oltre che per l'importante ruolo strategico militare, e per la ricca marineria commerciale che ospitava, era dovuto alle miniere di allume che vi si trovavano, e che fornivano un reddito netto di 300 onze d'oro annue, materia prima l'allume indispensabile per la concia delle pelli e alla raffinazione dei panni nell'industria laniera e esportato sino nelle Fiandre:

## La politica mediterranea
Enrico, rientrato in Liguria, diventa il più stretto collaboratore di Guglielmo VII del Monferrato, vicario di Alfonso re di Castiglia nelle terre lombarde e capo dei Ghibellini che appoggiano l'elezione del castigliano all'Impero. Infatti, Alfonso si presenta quale erede dell'ideologia del tradizionale partito svevo. Enrico, tra l'altro, è presente come primo testimone in diversi atti notarili e pergamene del marchese di Monferrato, risalenti al 1272, evidenziando le sue funzioni di principale collaboratore del monferrino.
Enrico Ventimiglia visita nel 1273 Alfonso X a Requeňa, a capo di una delegazione di nobili lombardi, consegnando a Alfonso le missive dei suoi sostenitori e elettori alla candidatura imperiale. Il conte di Ventimiglia, nell'occasione, chiede l'invio di 500 'lance' a supporto di “coloro che lo hanno eletto imperatore”, contro Carlo d'Angiò. A seguito di questa richiesta le Cortes a Burgos finanziano l'impresa richiesta dal Ventimiglia, e a Genova, nel 1274 in due riprese, sbarcano circa 1100 cavalieri e armigeri castigliani che volgeranno a favore dei ghibellini liguro-piemontesi la guerra contro gli Angiò.
.

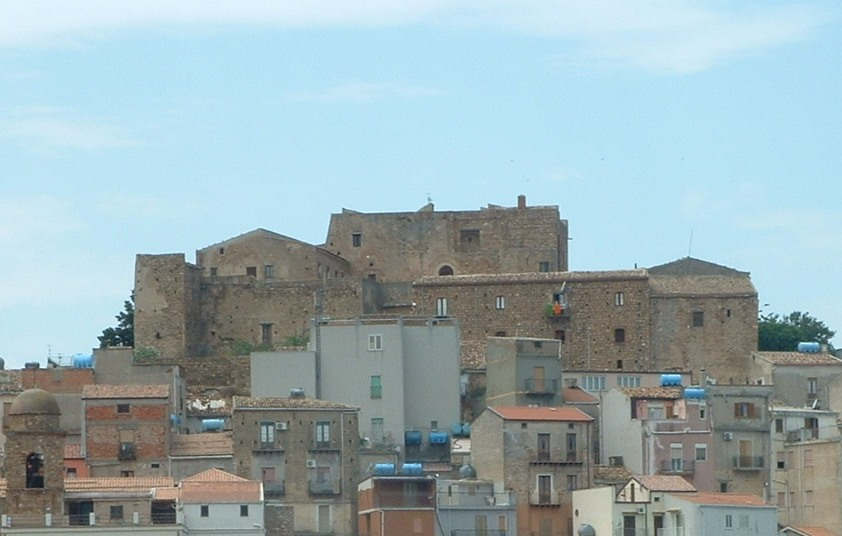
La rocca di Caronia, dominata dal palazzo signorile, esempio di architettura arabo-normanna del XII secolo. Il feudo di Caronia fu riconosciuto ad Enrico II e nel 1296 fu riconfermato l'annesso territorio della Foresta di Caronia (circa 12.000 ettari)

Alfonso a Toledo - nel 1275 di fronte all'assemblea dei ricos hombres - recita un'allocuzione densa di espressioni di gratitudine per il continuo ausilio politico e il sostegno morale dei proceres che in tutta Europa sostengono la sua candidatura all'Impero. Tra i maggiori leader europei della parte ghibellina il re di Castiglia pone Enrico II conte di Ventimiglia: